# Abierto Mexicano Telcel 2018
Die Abierto Mexicano Telcel 2018 war ein Tennisturnier der WTA Tour 2018 für Damen und ein Tennisturnier der ATP World Tour 2018 für Herren in Acapulco und fand zeitgleich vom 26. Februar bis 3. März 2018 statt.

## Herrenturnier
→ Qualifikation: Abierto Mexicano Telcel 2018/Herren/Qualifikation

## Damenturnier
→ Qualifikation: Abierto Mexicano Telcel 2018/Damen/Qualifikation